# Sejum Tarekegn
Sejum Tarekegn (in amarico ሥዩም ታረቀኝ, Śəyumə Taräḳäñə, traslitterato anche come Seyoum Tarekegn; Asmara, 1º settembre 1937) è un ex arbitro di calcio etiope.

## Carriera
Arbitro alla Coppa delle nazioni africane nel 1965 e 1968, fu giudice di gara anche in tre gare nel torneo di calcio ai Giochi della XIX Olimpiade nel 1968 in Messico.
Nel 1970, sempre in Messico, fu il secondo arbitro africano a debuttare alla Coppa del Mondo ed è tuttora l'unico arbitro etiope ad aver arbitrato una partita della fase finale del campionato mondiale..

## Il caso della presuntagaffedi Nicolò Carosio
Durante il campionato mondiale di calcio di Messico 1970, dopo aver arbitrato l'incontro Israele-Svezia (1-1) del 7 giugno 1970, venne designato come guardalinee dell'incontro Italia-Israele del successivo 11 giugno (risultato finale: 0-0). Al 29' del secondo tempo, Seyoum Tarekegn sbandierò un fuorigioco che fece annullare un gol di Gigi Riva. Il telecronista Nicolò Carosio espresse il suo disappunto («Ma siamo proprio sfortunati! A parer nostro non è fuorigioco e Riva aveva segnato regolarmente al 29'; indubbiamente ci sia consentito di parlare di sfortuna che perseguita gli azzurri!»), ma nei giorni successivi si diffuse poi la falsa voce secondo cui il giornalista avesse insultato il guardalinee etiope definendolo come un "negraccio". Tale vicenda suscitò uno scandalo mediatico e una grave crisi diplomatica con l'ambasciata dell'Etiopia, che pretese ed ottenne l'allontanamento di Carosio dalla Rai dopo trenta anni di carriera, poi sostituito da Nando Martellini che ebbe così la "fortuna" di commentare la celeberrima "partita del secolo" di Italia-Germania finita 4-3.
Molti anni dopo, è stato appurato che probabilmente la frase incriminata era stata pronunciata in realtà da Antonio Ghirelli, all'epoca direttore del Corriere dello Sport, che in un commento dopo la gara disse: «Possiamo definirla come la vendetta del Negus».